# مخمر نان

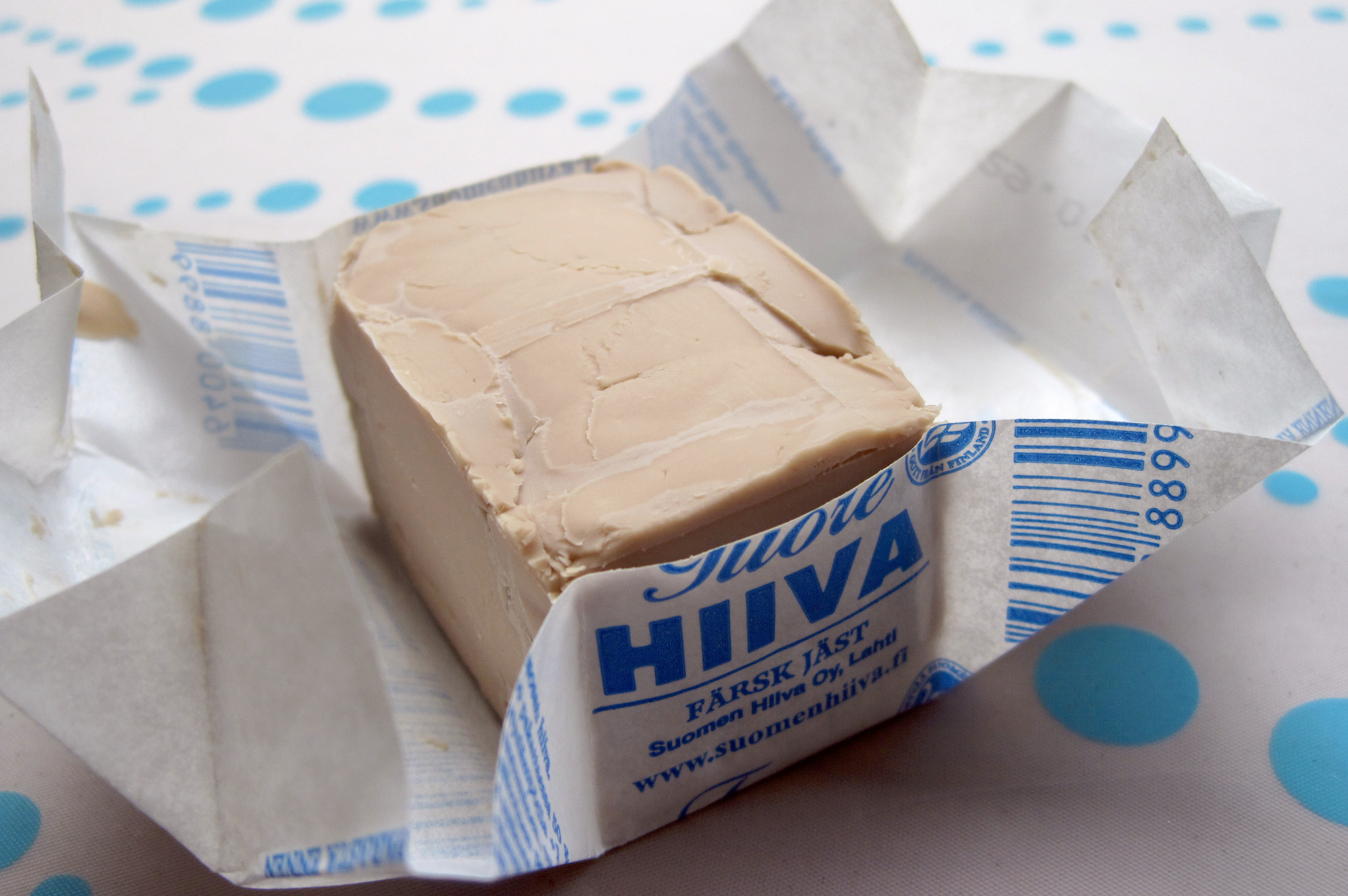
مخمر تازه فشرده ساخت فنلاند

مخمر نان یا خمیر مایه نان، خمیر ترش (انگلیسی: Baker's yeast) نام عمومی برای مخمر‌هایی است که به عنوان یک عامل ورآورنده در پیش از تنوری کردن نان و فراورده های آن استفاده می‌شود. مخمر نان برای تبدیل شکر به اتانول و دی‌اکسید کربن جهت ورآمدن خمیر نان به‌کار برده می‌شود.

## انواع
مخمر نان همان مخمر آبجو یا ساکارومیسس سرویزیه است که به صورت تجاری در چندین نوع مختلف موجود است، تفاوت اصلی آن میزان رطوبت مخمر است.
- مخمر کرمی (انگلیسی: Cream yeast)
- مخمر فشرده (انگلیسی: Compressed yeast)
- مخمر خشک فعال (انگلیسی: Active dry yeast)
- مخمر آماده (انگلیسی: Instant yeast)
- مخمر زود ورآورنده (انگلیسی: Rapid-rise yeast)

موارد بالا برای ورآمدن خمیر و تهیه نان استفاده می‌شوند
- مخمر غیرفعال‌شده یا مرده (انگلیسی: Deactivated yeast)